# 소피 켈러
소피 헬레네 헨리에테 켈러(덴마크어: Sophie Helene Henriette Keller, 결혼 이전의 성(姓): 룽(Rung), 1850년 11월 14일 코펜하겐 ~ 1929년 5월 1일 코펜하겐)은 덴마크의 가수이다.
작곡가 헨리크 룽(Henrik Rung)과 오페라 가수 프레데리케 샤를로테 파울리네 리흐텐슈타인(Frederikke Charlotte Pauline Lichtenstein)의 딸로 태어났으며 가정에서 기타, 피아노, 오르간 연주를 배웠다. 1863년에는 덴마크 왕립극장 소속으로 근무하던 아버지로부터 가창 교육을 받았다.
1869년부터 1895년까지 덴마크 왕립극장 소속 오페라 가수로 활동했으며 1877년에는 법조인 에밀 카를레스 토르발 켈러(Emil Charles Thorvald Keller)와 결혼했다. 1888년에는 코펜하겐에 여성 음악 학교를 설립했다.